# Laliostoma labrosum
Laliostoma labrosum é uma espécie de anfíbio da família Mantellidae. É a única espécie do género Laliostoma.
É endémica de Madagáscar.
Os seus habitats naturais são: florestas subtropicais ou tropicais húmidas de baixa altitude, savanas áridas, savanas húmidas, matagal árido tropical ou subtropical, campos de gramíneas subtropicais ou tropicais secos de baixa altitude, marismas intermitentes de água doce, desertos quentes, terras aráveis, pastagens, jardins rurais, áreas urbanas, lagoas, áreas agrícolas temporariamente alagadas e canals e valas.